# Eremopyrum triticeum
Eremopyrum triticeum là một loài thực vật có hoa trong họ Hòa thảo. Loài này được (Gaertn.) Nevski mô tả khoa học đầu tiên năm 1933.

## Hình ảnh

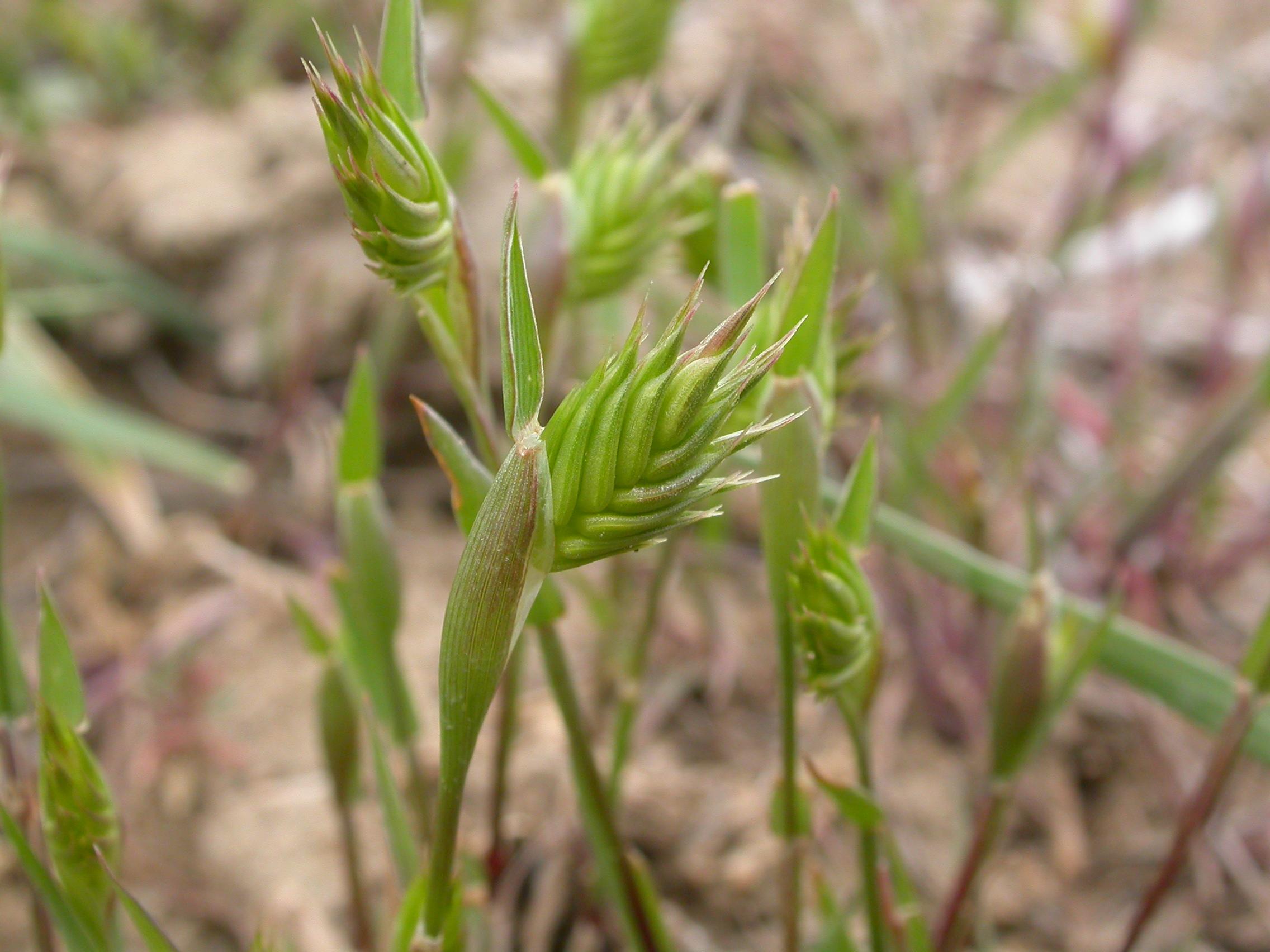
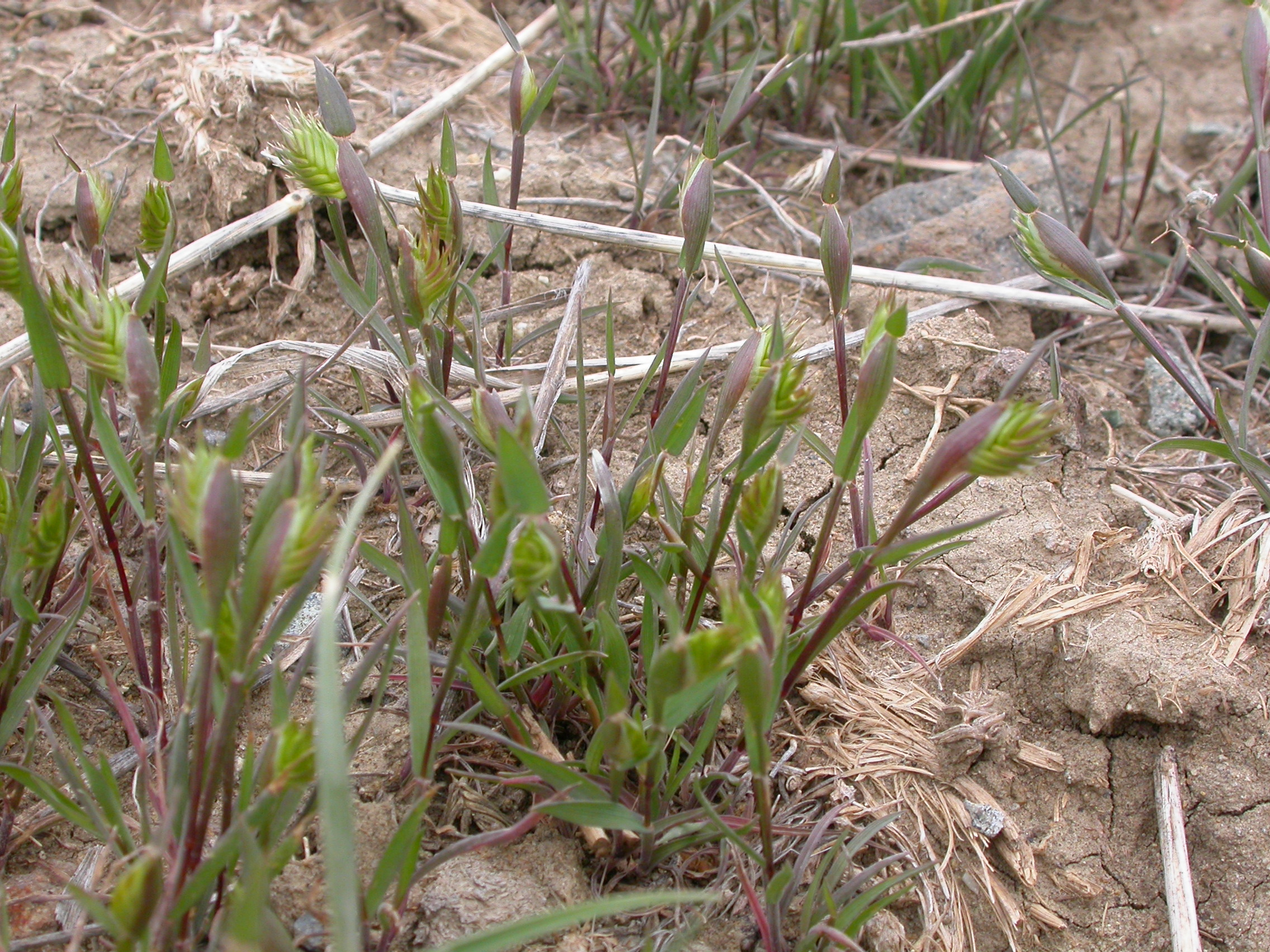
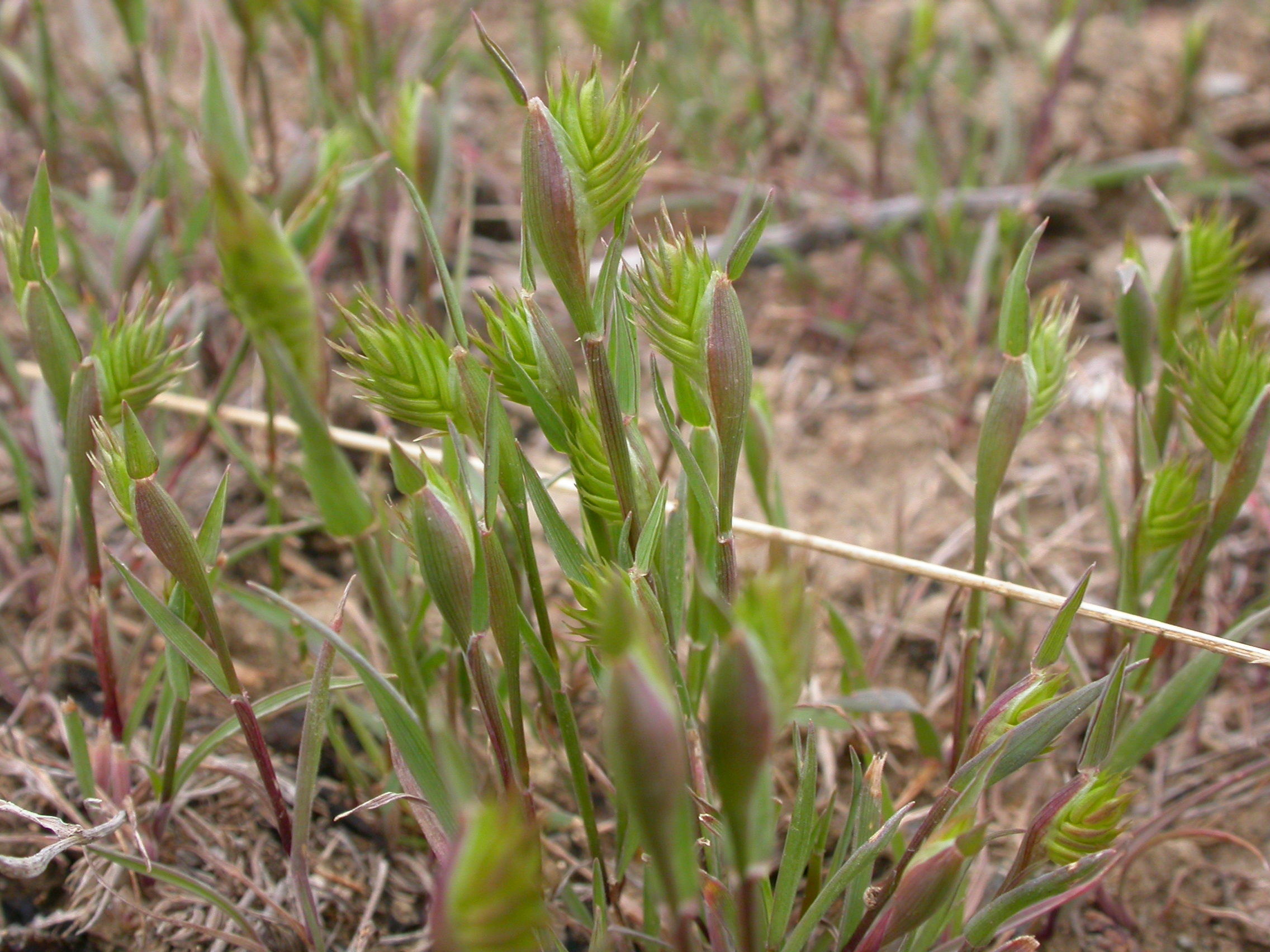
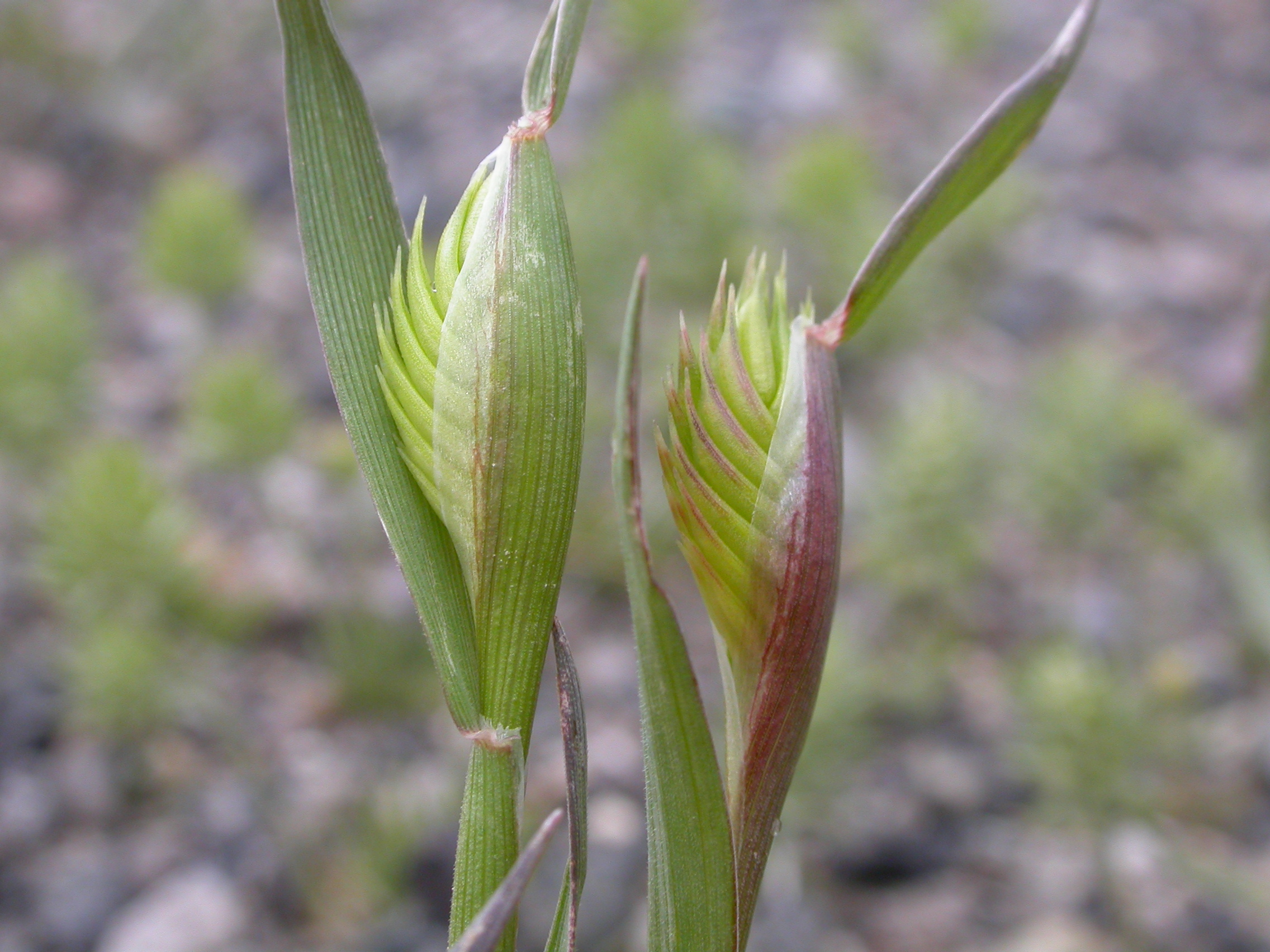